# 聯邦調查局FBI第七季
《聯邦調查局FBI》第七季於2024年10月15日首播。

## 演員與角色

### 主要角色
- 梅西·帕瑞格蘭 飾演 瑪姬·貝爾，聯邦調查局特別探員。
- 李寇·薩基 飾演 奧馬爾·亞當·齊丹（OA），聯邦調查局特別探員，瑪姬的搭檔。
- 約翰·博伊德 飾演 斯圖亞特·斯科拉，聯邦調查局特別探員，蒂凡尼的搭檔。
- 阿蘭娜·德拉·伽茲 飾演 伊索貝爾·卡斯蒂爾，特別探員主管。
- 傑瑞米·西斯托 飾演 儒巴爾·瓦倫泰，助理特別探員主管。

## 集數
| 總集數 | 集數 （季） | 標題       | 導演             | 編劇                                  | 首播日期       | 製作 代碼 | U.S.收視人數 （百萬） |
| --- | ----------- | ---------- | ---------------- | ------------------------------------- | -------------- | --------- | --------------------- |
| 114 | 1           | Abandoned  | Alex Chapple     | Mike Weiss                            | 2024年10月15日 | FBI701    | 5.89                  |
| 一名重機騎士因不滿被另一輛重機超車，加速追趕，試圖超回去。然而，當他接近前方的一輛車時，該車突然爆炸，爆炸波將騎士震飛，使他摔車身亡。 FBI團隊迅速抵達現場，發現爆炸中心的車輛屬於一位名叫Amini的水電工。檢查重機騎士的頭盔行車紀錄器後，團隊發現Amini的車輛在行駛中被人安裝了炸彈，顯示出兇手手法高度專業，計劃縝密，暗示案件背後的陰謀更為複雜。 隨後，團隊調查Amini的背景，並前往通知其家屬。過程中，發現Amini的妻子Nadia與其兄弟Cyrus之間有過爭執。Tiffany和Scola前往Cyrus的洗衣店詢問情況。然而，詢問進行中，兩名騎著摩托車的槍手突然現身，將Cyrus擊斃。Scola立即追擊，但摩托車速度過快，最終無法追上。 回到總部後，團隊發現這些摩托車騎士頻繁出入當地一家圖書館。Maggie和OA前往圖書館偵查，發現一名可疑男子，隨即展開追捕，追入地下室後，發現另一名男子正在銷毀電腦。地下室內，他們發現了多枚與Amini事件中炸彈類似的裝置，證實這些嫌疑人與爆炸案密切相關。 嫌疑人被帶回審問後，團隊得知他們是伊朗公民，並從伊朗領事館獲悉Amini一家曾協助CIA，但在任務結束後遭到拋棄，成為復仇的目標。團隊追蹤到Nadia和女兒Sarah的手機信號，顯示她們身處火車站。Maggie和OA及時趕到，成功在暗殺者行動前救出母女。 Scola和Tiffany則埋伏等待，試圖捕捉兇手，但Scola不幸被刺傷，最終兇手逃逸。隨後，CIA官員彼得·布拉德福德現身，指責FBI干預他的行動。Jubal進一步推理，揭開案件背景，發現Amini一家成為CIA過去任務的犧牲品。 最終，Maggie和OA將Nadia母女護送至安全屋，但懷疑CIA有意滅口，於是聯繫Isobel更改指令，將母女交由證人保護計畫。Maggie和OA最終成功擊退兇手，確保Nadia母女的安全，順利完成任務。 隨後，CIA對FBI團隊展開嚴密調查。布拉德福德逐一審查行動細節，暗示FBI不該將Nadia交給美國法警保護，試圖將行動責任轉嫁FBI。面對壓力，Isobel強硬回擊，指出FBI的行動無懈可擊，並揭露殺手比FBI探員提前兩小時抵達安全屋，質疑CIA是如何掌握安全屋位置。她暗示正是CIA內部情報洩露，才使Amini一家遭遇危險。 布拉德福德對Isobel的質疑沒有明確回應，繼續加強調查，企圖將責任轉移至FBI團隊。然而，Isobel毫不妥協，譴責布拉德福德在行動中隱瞞信息，讓FBI團隊陷入危險。同時，Maggie也勇敢面對布拉德福德，指責他當年任務結束後拋棄Amini一家，讓他們成為復仇目標。她質疑CIA對情報的掌控是否可靠，並暗示布拉德福德對Amini一家的危險漠不關心。 |             |            |                  |                                       |                |           |                       |
| 115 | 2           | Trusted    | Milena Govich    | Aaron Ginsburg                        | 2024年10月22日 | FBI702    | 5.88                  |
| 一對普通夫妻在紐約上州Westchester郡的家中被折磨並殺害。隔天早上，一名自稱房主的男子發現兩具屍體，但實際上這對已故夫妻才是屋主。 受害者為傑克和雪兒·弗萊明夫婦。他們近期從歐洲度假回來，卻發現一名名叫麥克·霍蘭的佔屋者住進了家裡，夫妻因此採取法律行動強制他搬離。霍蘭曾是一名律師，因精神問題而有暴力行為，堅稱房子屬於他，甚至故意留下一扇窗戶以便日後回來。他發現屍體後並未等警方到場，而是繼續流浪，隨後被FBI逮捕。 FBI探員史考拉和新搭檔索菲亞成功將霍蘭逮捕並帶回總部，但霍蘭否認行兇。隨後調查發現，在霍蘭留下的開窗上有另一名嫌疑人保羅·高登的指紋。高登原本應在服刑，推測他可能越獄。FBI確認高登和其牢友約翰·佩雷拉成功越獄，兩人前往弗萊明家，試圖找尋據稱藏匿於屋內的財物。 實際上並無財寶存在。高登在空手而歸後，轉而前往佩雷拉的前妻安琪拉的家，殺害她並綁架他們的女兒娜奧米，並要求佩雷拉提供兩百萬美元贖金以換取娜奧米的安全。 FBI無法滿足高登的要求，但仍安排佩雷拉與高登見面。前來的並非高登本人，而是監獄中的一名管理員，該管理員協助高登逃亡並試圖取走贖金。佩雷拉拒絕交付贖金，雙方發生衝突。高登在得到贖金後殺害了這名管理員，仍未透露娜奧米的下落。 最終，FBI找到高登並展開交火，成功將其擊斃。在隨後的搜索中，FBI在一艘船上發現被鎮靜劑迷昏的娜奧米。案件結束後，朱寶決定搬回前妻家以照顧兒子泰勒，而索菲亞認為自己不適合紐約辦事處的工作而決定離開。 晚上，OA 和 Gemma 與 Clay 在一家高級餐廳共進晚餐。當 Gemma 前往洗手間時，Clay 要求 OA 協助他在角落的桌子上放置竊聽器。 Clay 表示 OA 欠他一個人情。OA 起初拒絕，但隨後同意分散服務生的注意力，讓 Clay 可以在另一張桌子上放置竊聽器。Clay 說明自己在從事私人安保Pyramid Security工作，並解釋客戶將於次日在餐廳開會，放置竊聽器只是為了進行反監控。 |             |            |                  |                                       |                |           |                       |
| 116 | 3           | Détente    | Laura Belsey     | Ryan Maldonado & Eduardo Javier Canto | 2024年10月29日 | FBI703    | 5.61                  |
| Hugo與弟弟Harvey在街上行走，給弟弟錢去買午餐。自己在外等候時，與一名女孩調情，不料餐廳突然發生爆炸，造成包括餐廳老闆在內的六人死亡，Harvey緊急送醫。 儘管餐廳老闆被視為當地英雄，FBI調查卻發現他經營非法賭博，並擁有一本加密的黑帳。解碼後，FBI追查到爆炸案中受傷男孩的哥哥Hugo涉入賭博，且這筆賭金與拉丁王幫有關。 Maggie和OA探望Hugo，得知他涉賭是為了撫養弟弟。Scola和新搭檔Chris鎖定一名密碼專家Spencer，對方試圖逃跑但最終坦言自己並非主謀。他透露拉丁王幫管理該賭博網站，並且幫派正與敵對幫派火拼。隨後，又發生了一起針對敵幫的爆炸，死傷人數不斷增加。 Maggie在酒吧透過線人Hector得知拉丁王幫並非策劃者。此時，她目睹一名男子安置炸彈，該男子逃出並反鎖酒吧門，Maggie和OA驚險地從窗戶疏散人群並成功逃生。 Ian利用監控發現炸彈客為退伍軍人Landry。Scola和Chris成功鎖定Landry並將其逮捕。審問中，Landry承認受僱於匿名人士，該人利用Pyramid安保公司開發的應用程式進行暗網聯絡。OA從Clay獲取關鍵IP位址，並以匿名線索形式匯報給團隊，Maggie對此表示擔憂，建議OA將Clay轉為線人以減少風險。 IP位址指向房地產巨頭Fernando Perez。他曾企圖購地開發高端地產，但遭部分業主拒絕。團隊懷疑這些爆炸案可能與他有關，但尚不確定幕後策劃者為誰。為了鎖定真兇，Ian利用Landry的手機設下圈套，假裝敲詐嫌疑人更多款項，誘使對方更換交付地點。嫌疑人果然上鉤，最終在新地點被逮個正著。嫌犯確定為Fernando的兒子Junior。Fernando得知後，帶著律師趕往FBI，試圖將事件解釋為「誤會」。 此時，Hugo聽聞Junior被捕，但擔心Fernando會利用財力讓兒子脫罪，Maggie試圖安撫他的情緒。隨後，Jubal對Junior展開審問，並利用Fernando的審訊錄影作為突破口，播放了Isobel詢問Fernando是否指使兒子參與炸彈案的片段。錄影中，Fernando斷然否認，並嘲諷道自己的兒子「成事不足、敗事有餘」，根本無法替他辦事。這番輕視果然激起Junior的情緒，最終讓他承認策劃了炸彈案，為的是贏得父親的尊重，但強調父親並未指使他行動。Fernando得知後撤回律師，並決定於半小時後召開記者會致歉。 當眾人離開Isobel辦公室後，OA留下來，向Isobel坦白情報來源，解釋如何取得關鍵訊息。 就在Fernando準備在警局外向媒體道歉時，Maggie得知Harvey已於三小時前過世，而Hugo一小時前來找她卻隻字未提，讓她察覺到Hugo可能在策劃行動。果然，她在記者群中發現Hugo，但未能及時阻止他射殺Fernando。Maggie指揮現場所有人冷靜，避免還擊，並穩定地勸說Hugo放下武器，最終成功勸降他。 隔天，OA在Clay的車上與他會面。Clay原以為OA是來通知他必須關閉那個非法加密應用程式，沒想到情況正好相反。OA告知他，上級長官已同意不追究他的責任，並正式將他註冊為OA的機密線人。此後，Clay必須協助FBI，匯報應用程式中任何可能危害公眾安全的訊息，以便他們及早掌握威脅。 |             |            |                  |                                       |                |           |                       |
| 117 | 4           | Doubted    | Alex Chapple     | Bryce Ahart & Stephanie McFarlane     | 2024年11月12日 | FBI704    | 待定                  |
| 一名女子結束了一天的疲憊工作回到家中，急忙解鎖大門，因為門外有個陌生男子試圖吸引她的注意。進屋後，她立刻設定警報並準備入睡。然而，她並未察覺有一名男子已潛入家中。半夜，該男子將她喚醒並對她注射了一種物質。在失去意識之前，她告訴攻擊者他選錯了目標，並要求他查看床頭櫃。攻擊者在抽屜裡發現了一枚警徽。 隔天早晨，警方來到現場。受害者是梅蘭妮·奧蒂茲，她是聯邦調查局犯罪側寫師雪妮的妹妹。雖然雪妮堅信案件存在，但由於梅蘭妮過去有幻覺病史且未遵醫囑服藥，警方對案件採取懷疑態度。雪妮說服上司伊莎貝爾調查此案，伊莎貝爾最終同意，並指派瑪姬、OA和斯科拉進行現場調查。 團隊在梅蘭妮家中只找到一片破碎的玻璃，但推測嫌疑人已觀察她數月。梅蘭妮懷疑一名她晨跑時經常遇到的男子，該男子承認跟蹤她，但否認犯下任何罪行。儘管如此，他提到曾丟棄一束被匿名送到梅蘭妮家門前的花，為團隊提供了一條新線索。 團隊順著線索找到購買花的商店，並發現嫌疑人用同一信用卡為另一名女性購買花束。團隊追蹤到第二名受害者的公寓，但她已失蹤。現場調查中，受害者珍妮佛突然返回家中並昏厥。在與特工對話後，珍妮佛透露嫌疑人曾戴著面具對她施暴，並逼她洗澡後才將她送回家。 根據模式分析，團隊發現另有17名受害者。調查顯示，所有受害者均使用同一保全公司。團隊鎖定一名有性犯罪前科的前員工賈斯汀，並得知他的老闆湯姆曾利用保全系統夜間離線監視女性。湯姆成為關鍵嫌疑人。 在被捕後，湯姆企圖自殺。雖然團隊進一步審問，但湯姆並非真正的幕後主謀。雪妮與伊莎貝爾合作，設計誘使湯姆供出其同夥身份。最終，湯姆坦承了罪行並指出嫌疑人是建築管理員羅伊。 此時，羅伊已將雪妮綁架。雪妮忽視同事斯科拉的電話警告，單獨進入建築，導致自己落入陷阱。當團隊趕到時，雪妮被發現被綁住，而羅伊因得知第一名受害者的自殺消息後選擇自盡。 案件結束後，伊莎貝爾對雪妮的違規行為提出批評。雪妮承認錯誤，並被任命為斯科拉的新搭檔。這次行動顯示了雪妮的潛力，同時也凸顯了她在實地行動中需要改進的地方。 |             |            |                  |                                       |                |           |                       |
| 118 | 5           | Pledges    | Jon Cassar       | Sabir Pirzada                         | 2024年11月19日 | FBI705    | 6.55                  |
| FBI和紐約市警察局接獲校園抗議事件報案，現場維持秩序時發現一名學生 Jacob Aquino 的屍體。FBI 接手調查，確認此案可能涉及校園內一名高階聯合國成員的安全威脅。Jacob 是參與抗議學校拒絕提供移民學生宿舍政策的學生之一。 在調查開始時，Jubal 發現自己的兒子 Tyler 也參與了抗議並被警方逮捕。為了讓兒子免於法律後果，Jubal 請求現場指揮警官 Marcus 幫忙將 Tyler 放走。Marcus 答應了，但此舉違反了規定。Jubal 以個人關係干預的行為埋下了後續的隱患。 案件本身通過監控錄像進一步進展，顯示 Jacob 曾與一名支持學校政策的男子 Frank Dorman 發生爭執。雖然 Frank 很快被排除為嫌疑人，但調查進一步發現 Jacob 的實驗室搭檔 Freddy 曾威脅 Jacob，並可能因毒品交易捲入命案。FBI 調查 Freddy，發現他與毒品供應商 Mario 有聯繫，並強迫他協助將供應商引出來。 Mario 為確保交易順利，綁架了 Jacob 的同學 Alistair，FBI 與 NYPD 聯合行動突襲了 Mario 的藏身地，解救了人質並繳獲毒品。然而，在進一步調查後，發現真正的兇手是 Freddy。他因 Jacob 威脅揭發其犯罪行為而將其殺害，兇器也在 Freddy 的物品中被找到。 案件解決後，Jubal 干預兒子案件的行為被舉報，他因此被停職並面臨內部調查。在家中，Jubal 試圖勸導 Tyler 要對自己的行為負責，並提醒他為未來考慮。 |             |            |                  |                                       |                |           |                       |
| 119 | 6           | Perfect    | Cory Bowles      | Mae Smith                             | 2024年12月3日  | FBI706    | 6.66                  |
| 聯邦調查局介入調查一起連環殺人案，三名受害者的死法相似：兇手切除受害者子宮後丟棄屍體。案件交由FBI調查，伊莎貝爾接管，最新受害者是金髮女性斯泰西·威爾金斯（Stacey Wilkins）。 FBI調查發現，三名受害者生前均在被殺前遭囚禁約一個月，且都有最低工資工作背景。透過篩選，FBI懷疑雷·迪斯特法諾（Ray DiStefano）與案件相關，他曾因暴力犯罪入獄並近期出獄。然而，迪斯特法諾的行為模式與案件不符，最終因假釋違規被再次拘捕，但被排除為兇手。 FBI繼續追查，發現所有受害者曾就診於婦產科醫生亞當·馬利恩（Adam Marion），並要求輸卵管結紮手術。瑪姬（Maggie）假扮病患接近馬利恩，發現診所內有與兇案相關的藥物與黑曜石刀具，隨即逮捕馬利恩。然而，檢驗後證明馬利恩並非兇手。 在進一步調查中，技術團隊使用犯罪現場的殘留指紋進行指紋重建，分析指紋橋密度，結果顯示兇手很可能是女性。這一突破讓調查方向轉向診所的其他女性工作人員。 FBI進一步排查診所相關人員，將目標鎖定在接待員霍普·艾德金斯（Hope Adkins）。深入調查發現，霍普曾是亞當·馬利恩亡妻達西（Darcy Marion）的狂熱粉絲，並與馬利恩有過短暫交往。霍普因馬利恩結束關係後對選擇不生育的女性產生極端敵意，利用診所內的藥物綁架受害者，將她們帶至隱密地點拘禁，再以黑曜石刀殺害。 FBI取得搜查令，在霍普住所發現受害者的影片及其他直接證據，確認其犯罪行為。行動最後，FBI成功解救被綁架的最新受害者，並與霍普對峙。霍普持刀想要攻擊瑪姬，被OA當場擊斃，案件正式結束。 |             |            |                  |                                       |                |           |                       |
| 120 | 7           | Monumental | Eriq La Salle    | Matthew S. Partney                    | 2024年12月10日 | FBI707    | 6.58                  |
| 一名公園巡守員在總督島被謀殺，案件由於發生在聯邦土地上，因此由FBI接手調查。受害者Desiree Cole在被害前曾報告有一名戴蛇形面具的男子跟蹤她負責的兒童團體，後來在她獨自一人時，該男子現身並將她槍殺。 FBI首先調查了Desiree的前伴侶Drew Ambrie，因為Drew擁有與兇器類似的註冊手槍，但檢查結果顯示槍支不符，Drew也有確切的不在場證明。隨後，FBI將目標轉向網上一名與Desiree有仇的種族主義者Brandon Halford。Halford曾在網上威脅Desiree，並被認為可能是兇手。FBI突襲了Halford的藏身處並將其逮捕，但發現他的槍支也不是兇器。 調查進一步擴展，揭示出Halford和其他嫌疑人受一名匿名陰謀論者“Calvin”的謬論煽動，指控國家公園管理局進行兒童販賣。FBI追蹤到Calvin的支持者之一Duke Ducoyle，發現他在網上發布訊息，煽動更多暴力行為。FBI對Duke進行了警告，但因證據不足無法直接起訴。 調查最終集中到Drew的父親Phil Ambrie，他與陰謀團體有聯繫，並透露Desiree的位置給了其他煽動者。隨後，FBI發現陰謀團體計劃對一個酒吧發動槍擊，該酒吧正是Desiree和Drew相識的地方。在最後一刻，Phil警告了FBI，特工成功阻止了攻擊，並擊斃了現場的槍手。 案件結束後，FBI將Duke以煽動暴力和仇恨犯罪的罪名逮捕，而其他參與者也被起訴。儘管行動成功，但此案揭示了網絡陰謀論對現實社會的深遠影響，團隊成員仍需保持警惕。 |             |            |                  |                                       |                |           |                       |
| 121 | 8           | Riptide    | Jean de Segonzac | Woody Straussner                      | 2024年12月17日 | FBI708    | 6.68                  |
| 三名搶匪襲擊機場，目標是一批價值 2,500 萬美元的黃金條。他們原本可以和平離開，但在搶劫過程中，一名美國海關及邊境保衛局警察躲藏後試圖反擊，不幸被反殺，最終導致三名警察殉職。FBI 接手調查，懷疑這起案件可能是內部策劃。調查中，丹尼·春（Danny Chun）浮出水面，他負責這批黃金的運輸。儘管春否認涉案，並提供了知情者名單，但聯邦探員斯科拉（Scola）懷疑他有內鬼嫌疑，並在繼續追查中鎖定了海地叛亂分子薩繆爾·巴普蒂斯特（Samuel Baptiste）。 當 FBI 趕到巴普蒂斯特的藏身處時，發現整個叛亂團伙已被另一群人滅口，春也被殺害，證明他確實是內鬼。調查線索顯示，這是由薩福克郡的一群警察策劃，他們因對沖基金造成的財務損失心生不滿，決定報復並盜取黃金。這些警察在行動中殺害了海地叛軍，還試圖掩蓋罪行。 在此過程中，OA 再次依靠他的前軍隊夥伴克萊（Clay Voss），這位線人在之前的案件中已被招募並建立信任。OA 提議派克萊以私人承包商的身份滲透這些貪污警察的團伙。克萊成功進入內部，並接近了藏匿的黃金。然而，就在關鍵時刻，監控信號中斷，FBI 衝入現場，卻發現克萊試圖獨吞黃金。 克萊為了逃跑甚至殺害了一名警察，表現出對貪婪的絕望。他認為 OA 會因過去的恩情而放過他，但 OA 堅守正義，最終向克萊開槍，阻止了他的逃亡，並追回黃金。行動結束後，貪污警察被捕，FBI 成功破案，結束了這起複雜且驚險的案件。 |             |            |                  |                                       |                |           |                       |
| 122 | 9           | Descent    | Carlos Bernard   | Aaron Ginsburg                        | 2025年1月28日  | FBI710    | 6.22                  |
| 前助理聯邦檢察官Allen Champion墜落在一輛汽車上，警方初步判定為自殺，但他的妻子堅稱丈夫沒有輕生的理由。由於他曾辦過許多重大案件，FBI 開始懷疑這是否是一起謀殺案。 調查過程中，FBI 發現 Champion 家中的一座雕像缺了一大塊，可能是兇器，而墜樓只是偽裝。隨著追查，他們發現 Champion 死前曾與 Wendell Troost 爭執，Wendell 是他的新客戶，並且剛從 Canto 航空辭職。不久後，Wendell 也離奇身亡，死狀與 Champion 相同。這次，FBI 及時趕到現場，追捕到兇手，發現他們來自玻利維亞軍方，而唯一的共同點就是 Canto 航空。 進一步調查後，FBI 鎖定 Wendell 的前主管 Daniel Ruskin，發現他女友 Anna Fox 先前遭綁架，而 Ruskin 之所以幫助駭入 Canto 航空的系統，正是為了救她。他無奈開啟後門，讓恐怖分子能遠端控制飛機，而 Wendell 發現問題後決定揭露真相，卻因此被殺害。 幕後黑手是一個名為 Mina Rota 的恐怖組織，他們聲稱美國企業剝削玻利維亞礦工，決定劫持飛機施壓政府。他們甚至成功駭入一架飛機，以此威脅當局讓步。此時，Scola 發現 Anna 可疑，FBI 在一段她與 Ruskin 在靶場的影片中察覺端倪——她雖然手持阿瑪萊特AR-15步槍，卻展現出使用卡拉希尼柯夫自動步槍的肌肉記憶，明顯隱藏了真正身份。調查結果證實她其實是恐怖組織領袖 Luis Zamora 的妻子 Verona DeSilva，而她的「綁架」完全是場騙局，目的就是引誘 Ruskin 替組織入侵航空系統。 真相大白後，FBI 立刻行動。他們在 Verona 遺留的燒毀手機中發現線索，利用變聲技術假扮她，成功誘騙 Zamora 接聽電話，鎖定他的藏身處。隨後，探員們切斷整座城市的電力，迫使恐怖分子現身，展開突襲，成功殲滅敵人並奪取他們的電腦。在最後一刻，Ruskin 關閉 Canto 航空的漏洞，確保所有飛機安全降落，FBI 阻止了一場可能奪走數千條人命的災難。 案件結束，但 Scola 內心仍有牽掛。他終於鼓起勇氣，讓 Nina 打開那封來自市長辦公室的信，才發現這是九一一襲擊事件遺骸搜索小組的通知——他失蹤多年的哥哥遺骸終於被尋獲，讓這段長年的痛苦畫下句點。 |             |            |                  |                                       |                |           |                       |
| 123 | 10          | Redoubt    | Alex Chapple     | Mike Weiss                            | 2025年2月4日   | FBI709    | 5.98                  |
| Jubal 原本與線人 Faheem 例行碰面，卻發現對方失蹤，追查後得知他被人綁走。正當 FBI 展開調查時，Faheem 突然出現在 Jubal 家門口，聲稱掌握即將發生的恐攻情報，但要求 FBI 釋放他的弟弟 Daanish 作為交換。Daanish 因販毒入獄，即將被轉移到一座陌生的監獄，讓 Faheem 懷疑弟弟會被人殺害。 FBI 內部對 Faheem 的動機有所懷疑，但 Jubal 選擇深入調查，發現綁走 Faheem 的人還曾殺害一名男子，並在屍體周圍埋下炸彈，證明威脅確實存在。然而，當技術人員打開 Faheem 交出的 USB 時，才驚覺這並非恐怖攻擊情報，而是一場針對 FBI 的駭客行動。 原來，Faheem 遭到脅迫，綁架他的人威脅若不協助駭入 FBI 系統，就會在轉移途中殺掉 Daanish。他在走投無路之下交出 USB，希望能保住弟弟，但 Jubal 立刻察覺對方不會守信用，於是決定親自參與 Daanish 的轉移行動。 果然，車隊遭到攻擊，負責護送 Daanish 的美國法警竟是內鬼，直接向他開槍。Jubal 當機立斷開火擊斃內鬼，FBI 其他特工則殲滅敵人，成功救下 Daanish，雖然他身受重傷，仍被即時送醫保住性命。調查顯示，這次的攻擊者來自「主權公民運動」，一個極端反政府組織，他們的真正目標是摧毀聯邦機構。 最終，雖然 Faheem 背叛了 Jubal，但 Jubal 仍履行承諾，確保 Daanish 活下來。然而，他與 Faheem 的合作關係已經無法繼續，FBI 為 Faheem 指派了新的聯絡人，而 Jubal 則回家與前妻討論這次的事件，深知自己無法再信任這名曾共事多年的線人。 |             |            |                  |                                       |                |           |                       |
| 124 | 11          | Shelter    | Jon Cassar       | Ryan Maldonado & Eduardo Javier Canto | 2025年2月11日  | FBI712    | 6.05                  |
| 有人朝一間收容所開槍掃射，假裝自己是來送食物的。收容所經常收到社區捐贈的食物，警衛沒有懷疑，便讓對方進入建築物。然而，男子進入後立刻開槍，殺害了 11 人，包括一名聽到槍聲後衝進去救援的消防員。 由於收容所接收大量無證移民並獲得州政府資助，這起槍擊案最初被認為是仇恨犯罪。調查過程中，一名少女正在拍攝科學作業，而她的父親在錄影時無意間拍下槍手的樣子。槍手身分確認為 維儂·沃許（Vernon Walsh），曾是機車幫成員，幫派瓦解後與表弟 柯賓·沃許（Corbin Walsh） 同住。 柯賓擅長 3D 列印，曾協助製造槍枝，沃許便使用這種技術打造了一把外觀看似塑膠的槍。當他進入收容所時，沒有人將他的武器當回事，直到他開始開槍掃射，現場才陷入恐慌。 FBI 前往柯賓的住處問話，要求他聯絡沃許。柯賓假裝去拿手機，趁機逃跑，儘管瑪姬（Maggie）警告他別動。早有部署的探員迅速行動，歐艾（OA） 追上並逮捕了柯賓。 調查發現，槍擊案並非出於仇恨，而是哈利斯科販毒集團（Jalisco Cartel） 雇用沃許執行的任務，目標是綁架伊內絲·馬德拉（Ines Madera）。她曾是販毒集團首領豪爾赫·奧提加（Jorge Ortega） 的情婦，帶著他的錢逃亡，美國成為她的藏身處。奧提加懸賞 500 萬美元 捉拿她回去。 FBI 確認沃許已死，推測伊內絲殺死了她的綁架者後再次逃亡。她透過便利商店的電話卡與家鄉聯繫，聯邦探員追蹤到她，成功在販毒集團之前找到她，並發現她攜帶了一袋毒品。 審訊中，伊內絲坦承偷走毒品資助新生活，但 FBI 仍不理解奧提加為何如此執著於抓她回去。最終，她透露真正原因——她與奧提加有一個八歲的兒子 米格爾（Miguel），她為了保護兒子才逃離墨西哥。 然而，FBI 追蹤到米格爾的藏身處時，他已經被綁架，保姆也被殺害。綁架者是「惡魔」（El Diablo）內斯托·克魯茲（Nestor Cruz），曾是墨西哥警察，試圖剷除奧提加，卻反遭報復，家人慘遭殺害。克魯茲決定以米格爾為誘餌，要求以 奧提加的命 交換人質。 奧提加不在乎兒子的生死，甚至考慮向美國緝毒局（DEA）報告克魯茲的行蹤以換取自身利益。最終，FBI 成功解救米格爾，DEA 也與奧提加達成協議，將米格爾交還給他，而伊內絲則因持有毒品遭到逮捕。 一切塵埃落定，OA 無力改變米格爾的命運，只能選擇回到收容所，送上食物，試圖帶來一絲正義感。 |             |            |                  |                                       |                |           |                       |
| 125 | 12          | Manhunt    | Nelson McCormick | Bryce Ahart & Stephanie McFarlane     | 2025年2月18日  | FBI711    | 6.55                  |
| FBI 一直在追蹤一個人口販賣集團，終於成功鎖定仲介馬丁·佩特雷利，將他逮捕後逼他成為線人，計畫透過釣魚執法來將幕後黑手一網打盡。然而，行動卻意外失控——與仲介接頭的兩兄弟艾弗倫和亞丹·奧坎波斯察覺異樣，直接對質，最終在馬丁暴露身份後將他槍殺。 FBI 探員立刻介入，但已經來不及阻止亞丹帶著一名少女逃走。瑪姬雖然沒能攔下他，卻在追蹤過程中與少女短暫對上眼，向她承諾一定會找到她。這名少女後來設法逃跑，並偷走亞丹的手機打電話求救，自稱叫安娜莉絲。然而，她才剛報上姓名，亞丹就追上她，當場開槍。瑪姬透過電話聽到槍聲，卻無能為力，只能眼睜睜看著她「消失」，這讓她深受打擊。 與此同時，FBI 逮捕了艾弗倫，但他拒絕交代任何情報，甚至謊稱那名少女是他弟弟的「女朋友」，並刻意淡化整起案件。調查發現，這對兄弟原本是菲律賓警察，因貪污遭到開除，後來轉往美國經營人口販運，透過「模特兒或保母工作」的假象，欺騙年輕女孩來美國，接著強迫她們償還所謂的「來美國的費用」，將她們變成性奴隸。等到這些女孩「失去價值」，他們便會直接殺害，以恐嚇其他受害者不敢逃跑。而在亞丹眼中，安娜莉絲的逃跑就是挑戰他的權威，因此，她的死亡幾乎是無法避免的。 這讓瑪姬更加痛苦，因為她曾對安娜莉絲許下承諾，卻沒能兌現。她下定決心，唯一能補救的方式就是找到安娜莉絲的妹妹蘇菲亞，因為這兩姊妹是一起落入陷阱的。FBI 根據安娜莉絲生前提供的線索，成功鎖定人口販運集團的據點，突襲救出了許多被囚禁的女孩，但卻沒能及時救下蘇菲亞——亞丹搶先一步殺了她。 面對連續的挫敗，瑪姬將全部怒火集中在艾弗倫身上，再次審問他，利用他的自尊心施壓，讓他透露亞丹的藏身處。FBI 迅速展開行動，包圍該地點，亞丹試圖開槍逃跑，最終在交火中被瑪姬與斯科拉擊斃。 案子雖然告一段落，卻沒有帶給瑪姬應有的解脫，因為他們找不到安娜莉絲的遺體，無法讓她入土為安。正當她陷入無力感時，一通電話打破了沉默——安娜莉絲竟然還活著！她中槍後被丟進一輛準備報廢的車內，幸好還握有亞丹的手機，並撥打電話求救。瑪姬立刻趕往現場，當時安娜莉絲已經因失血過多而發紫，命懸一線。 這時，一名 911 接線員約書亞發揮了關鍵作用。他過去是 EMT（緊急醫療技術員），透過電話指導瑪姬進行緊急急救，成功穩住安娜莉絲的狀況。後來，約書亞特地來醫院探望她，並與瑪姬相談甚歡，或許象徵著瑪姬在這場艱難的任務後，終於找到了一絲希望與新的可能。 |             |            |                  |                                       |                |           |                       |
| 126 | 13          | Unearth    | Jean de Segonzac | Woody Straussner                      | 2025年2月25日  | FBI714    | 待定                  |
| 一場針對黑幫老大山姆·阿迪佐尼的審判正如火如荼地進行，陪審團在美國法警的保護下被隔離六週，直到某天清晨，一場槍擊突襲打破寧靜。兩名陪審員當場喪命，槍手逃逸，而 FBI 最初認為這是黑幫為了影響審判所為。然而，隨著調查深入，他們發現槍手的真正目標是負責保護陪審團的法警布萊德·金布爾。 當 FBI 試圖聯繫金布爾時，已經太遲了——他在家中遭到槍殺，且先前還被設局，警方因一通虛假 911 報案而破門逮捕過他。調查顯示，這場「惡作劇報警」來自葛蘭·華倫，他曾是康沃爾軍事學院的學生，而金布爾當年正是該校的教官。華倫控訴自己當年遭受性侵，並表示不願透露幕後真兇的身份。然而，FBI 發現，這些受害者的復仇模式相似——他們會先利用假報案讓施虐者陷入困境，然後再動手殺害對方。 警方很快鎖定了下一個受害者——漢克·布夏德，並派員在他家外守候。但當布夏德剛開門，殺手便精準開槍擊斃，隨後迅速逃逸。調查人員追蹤後確認兇手是諾亞·薩克瑞，他不僅已殺害金布爾和布夏德，還極可能計畫在康沃爾學院的募款活動上發動攻擊。FBI 警告校方取消活動，卻遭到新校長路易斯的拒絕。 當薩克瑞現身時，他的目標並非群眾，而是路易斯本人。槍響瞬間，斯科拉才驚覺，這場復仇的終點其實是一場對過去罪行的清算——路易斯並非無辜，他正是當年的施虐者之一。憤怒湧上心頭，但斯科拉仍履行職責，保護路易斯並成功逮捕薩克瑞。 然而，這起案件不僅讓過去的黑暗真相曝光，也讓更多受害者站出來指控，康沃爾學院的醜聞終於浮出水面，路易斯將為自己的罪行付出代價。而斯科拉也不得不接受一個令人痛心的事實——他曾以為這些虐待發生在自己畢業之後，但他最好的朋友，當年選擇自殺的那個人，很可能早已是這場惡夢的一部分。 |             |            |                  |                                       |                |           |                       |
| 127 | 14          | Hitched    | Alex Chapple     | Mae Smith                             | 2025年3月11日  | FBI714    | 6.43                  |
| 有人將一具屍體棄置在教堂門口，引爆了這次事件的開端。死者達瑞斯·布羅根是個賭徒，欠債累累，FBI原本認為他是因債務糾紛遭殺害，但真相出乎意料。真正兇手的目的是達瑞斯在鐵路公司「航行者」的工作證——他不是為了錢被殺，而是因為身分。 當FBI意識到這點，兇手早已利用達瑞斯的證件進入一列列車。而偏偏那列車上，OA與女友潔瑪正準備展開一趟假期旅行。這對感情一向起伏的情侶為了避免爭吵，潔瑪堅持OA別帶槍，結果一場災難跟著他們而來。 列車在行駛途中遭到劫持，不但不停站，所有乘客都成了人質。首領傑米要求三億門羅幣，一種難以追蹤的加密貨幣，聲稱是為了救濟家鄉。車廂內一名熱血乘客試圖鼓動OA反擊，OA雖極力勸阻，但對方仍衝向劫匪。OA為了阻止流血衝突，只好加入搏鬥。 混亂中，潔瑪趁機拉緊急煞車，卻被流彈擊中倒地。OA隨後被制服、綁起，背後指使這一切的，正是其中一名女乘客——伊芙琳，她才是主謀。眼看無法救潔瑪，OA選擇亮出身份，以FBI探員身分與劫匪談判，換取潔瑪獲得急救的機會，成功挽回她一命。 這場劫車並非單純為財。伊芙琳與同夥來自一個曾被列車災難摧毀的小鎮，事故讓她失去丈夫，而責任方CTX物流不但逍遙法外，還將災民訴訟壓下。伊芙琳以復仇為名，實則計畫將整列列車撞向CTX總部，造成巨大爆炸與傷亡。 FBI迅速揭露伊芙琳的陰謀，並通知傑米她的背叛。當其他劫匪得知真相，選擇投降，但伊芙琳已殺死一人並鎖進控制室。OA利用這個破口，收繳武器、轉移所有乘客與潔瑪至安全車廂，並與主車廂脫鉤，自己則獨自面對伊芙琳。 面對滿腔怨恨的伊芙琳，OA盡力勸阻，訴說她丈夫的痛苦與她的無謂犧牲，但伊芙琳早已無法回頭，選擇飲彈自盡。OA突破控制室，拉下緊急煞車，在列車撞擊前一刻成功停止，避免一場世紀災難。 潔瑪被送往醫院，狀況穩定，但OA深陷自責，覺得自己應該保護她更好。這場原本該是放鬆的假期，最終成了一場與時間競賽的生死危機。 |             |            |                  |                                       |                |           |                       |
| 128 | 15          | Acolyte    | Loren Yaconelli  | Bryce Ahart & Stephanie McFarlane     | 2025年3月18日  | FBI715    | 6.19                  |
| 死者 Vanessa Walker 是聯邦政府裁員小組成員，近期裁掉超過一千人，而她的屍體也被砍了一千多刀，顯示兇手與她的工作職責有關。調查初步鎖定 Mack Fuller，其兄因裁員自殺，Mack 曾多次在 Vanessa 家門口騷擾，動機明確。但在深入調查後，FBI 確認 Mack 在案發時間有不在場證明，因此排除其為兇手的可能。 就在案件陷入膠著時，FBI 收到來自大樓另一部門的匿名信，威脅要殺害多名女性，信上還標記了女神 Athena 的符號。根據這封信的時間線推算，另一名女性 Laura Flemming 的命案被揭露，實際死亡時間早於 Vanessa，顯示連環殺手已行動多日，若當初信件被重視，或許 Vanessa 不會死亡。 透過信件上的報紙剪報與屠夫紙，FBI 追查至一間肉舖，發現曾解雇一名員工 Wesley Cookler。進一步調查他的置物櫃後，發現他迷戀已入獄的連環砍人犯 Ray DiStefano。Maggie 隨即前往監獄與 Ray 面對面談話，懷疑他與新兇手有聯繫。Ray 否認合作，並強調自己從未殺人，認為殺人「低級」，兇手只是模仿他。他還提供一項關鍵訊息：兇手有雙瞳色不同的特徵。 隨著調查深入，FBI 揭露 Wesley Cookler 其實是假名，真正身分是 Darryl Ricklan。失業後的 Darryl 轉行當計程車司機，專門鎖定初抵紐約的單身女性作為目標。他綁架第三名受害者 Melody Walton，並藉此主動聯繫 Maggie，挑釁意味濃厚。他誘導 FBI 搜查 Ray 過去棄屍的老地點，自己則透過裝設監視器觀察行動。Darrryl 不僅想模仿 Ray，更妄圖超越他，將 Maggie 當成終極目標。 在 Darryl 引誘下，Maggie與團隊趕往第二處藏匿點，卻遭對方埋伏，險些成為犧牲者。千鈞一髮之際，Scola 開槍擊斃 Darryl，成功救出 Melody，終止這場連環殺戮。事後，Maggie 曾以讓 Ray 獲准探望病危父親為條件，換取其協助，但這交易是在父親病逝後才提出。Ray 對此感到被愚弄，離別時冷冷威脅 Maggie，表明一旦出獄，將會找她算帳。 |             |            |                  |                                       |                |           |                       |
| 129 | 16          | Covered    | 待定             | 待定                                  | 2025年4月1日   | FBI716    | 待定                  |
| 130 | 17          | Blkpill    | 待定             | 待定                                  | 2025年4月8日   | FBI717    | 待定                  |
| 131 | 18          | Lineage    | 待定             | 待定                                  | 2025年4月15日  | FBI718    | 待定                  |

## 製作
2024年4月9日，CBS續訂了本劇第七至第九季。第七季預定於2024年10月15日首播。2024年8月19日，莉塞特·奧利維拉加入《FBI》第七季，擔任新常規角色。她飾演行為分析部探員Syd Ortiz，接替即將在第七季離開的凱瑟琳·芮妮·凱恩。然而，奧利維在拍攝了幾集後，因被認為外表過於年輕而不適合該角色，已於近期退出該劇。